# Кашина Солча (Милано)
Кашина Солча је насеље у Италији у округу Милано, региону Ломбардија.
Према процени из 2011. у насељу је живело 33 становника. Насеље се налази на надморској висини од 126 м.